# Semachrysa jade
Semachrysa jade is een insect uit de familie van de gaasvliegen (Chrysopidae), die tot de orde netvleugeligen (Neuroptera) behoort. De wetenschappelijke naam van de soort is voor het eerst geldig gepubliceerd in 2012 door Winterton, Guek en Brooks.